# Ivan Turguénev
Ivan Turguénev   (Oriol, 28 d'octubre de 1818 (Julià) - Bougival, 22 d'agost de 1883 (Julià)), nom complet amb patronímic Ivan Serguéievitx Turguénev, rus: Ива́н Серге́евич Турге́нев, fou un escriptor, novel·lista i dramaturg rus, considerat el més europeista dels narradors russos del segle xix.

## Biografia
Turguénev va nàixer en el si d'una rica família terratinent a Oriol, Rússia. Son pare, Serguei Nikolàievitx Turguénev, coronel de la cavalleria imperial, va morir quan Ivan tenia setze anys, deixant-lo en companyia del seu germà Nicolau a cura de la seua abusiva mare, Varvara Petrovna Lutóvinova. Després d'acabar els estudis elementals, va estudiar durant un any a la Universitat de Moscou i després a la Universitat Estatal de Sant Petersburg, i s'especialitzà en els clàssics, literatura russa i filologia.
L'any 1838, va traslladar-se a la Universitat de Berlín a estudiar filosofia, particularment Hegel, i història. Va quedar impressionat amb la societat centreeuropea d'Alemanya, i va tornar occidentalitzat, pensant que Rússia podia progressar imitant Europa, en oposició a la tendència eslavista, que en l'època era la dominant al seu país. Igual que molts dels seus contemporanis amb bon nivell d'educació, es va oposar especialment al sistema de servitud.
Els primers intents literaris de Turguénev, incloent-hi poemes i esbossos, van mostrar el seu geni i van rebre comentaris favorables de Belinski, llavors el principal crític literari rus. Al final de la seua vida, Turguénev va residir poc a Rússia; preferí Baden-Baden o París, des que va conèixer, al teatre Mariïnski de Sant Petersburg, la cantant Paulina García de Viardot o Pauline Garcia-Viardot, per l'amor de la qual abandonaria Rússia per establir-se a França i de la qual estaria enamorat sempre.
Mai no va contraure matrimoni, si bé va tenir un fill amb una de les serves de la seua família. Alt i robust, el seu caràcter es va destacar per la seua timidesa, introspecció i parlar suau. El seu amic literari més pròxim va ser Gustave Flaubert. Les seues relacions amb Lev Tolstoi i Fiódor Dostoievski van ser sovint tenses, considerant la tendència proeslava d'ambdós.
La seua complicada relació amb Tolstoi va atènyer tal grau d'enfrontament que, l'any 1861, Tolstoi el va reptar a un duel, tot i que després es va disculpar. No obstant això, van deixar de parlar-se durant 17 anys. Per altra banda, Dostoievski va parodiar Turguénev en la seua novel·la Els dimonis (1872), amb el personatge del novel·lista, Karmàzinov. L'any 1880, el famós discurs de Dostoievski en la inauguració del monument a Puixkin va tractar sobre la seua reconciliació amb Turguénev.
Ocasionalment, va visitar Anglaterra, i l'any 1879 la Universitat d'Oxford li va atorgar un títol honorífic. Va morir a Bougival, prop de París. En el seu llit de mort, va exclamar referint-se a Tolstoi: «Amic, torna a la literatura». El fet és que, posteriorment, Tolstoi va escriure grans obres, com ara La mort d'Ivan Ilitx i Sonata Kreutzer.
L'any 1883, es va pesar el cervell de Turguénev, i se'n verificà la inusual mesura de 2.021 grams.

## Carrera

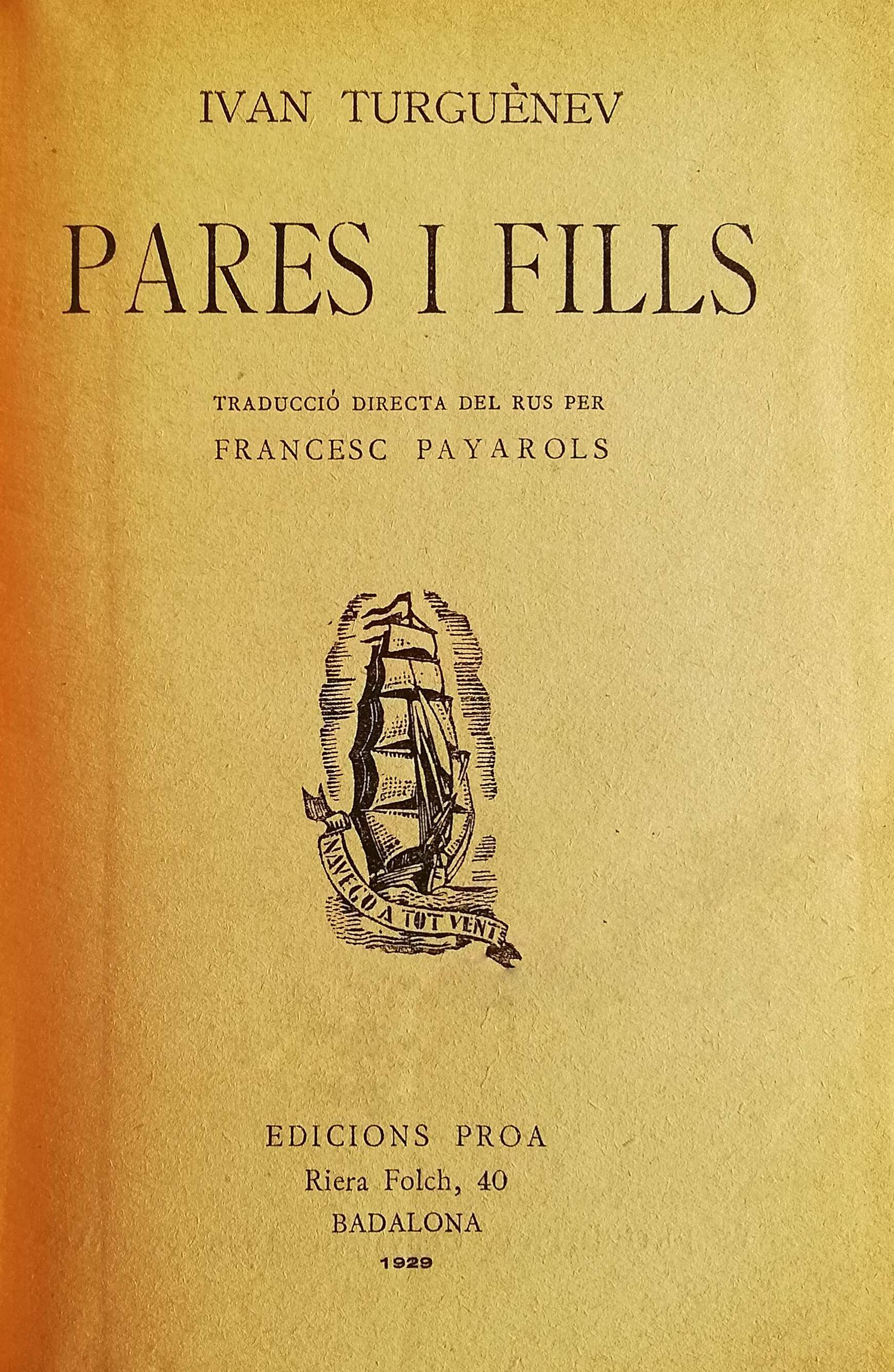
Pares i Fills de Turguénev traduïda al català i publicada a Badalona l'any 1929 dins la col·lecció A Tot Vent

El primer èxit literari de Turguénev va ser Diari d'un caçador, conegut també com a Esbossos de l'àlbum d'un caçador o Apunts d'un caçador. Basada en les mateixes observacions de l'autor mentre caçava ocells o llebres a la regió natal de sa mare, Spàsskoie, l'obra va aparèixer en forma de col·lecció l'any 1852. En aquell mateix any, entre el Diari... i la seua primera novel·la important, Turguénev va escriure una notable necrològica per al seu ídol Gógol a la Gaseta de Sant Petersburg:
| «                       | ...Gògol ha mort!... quin cor rus no es commociona per aquestes tres paraules?...Se n'ha anat l'home que ara té el dret, l'amarg dret que ens dona la mort, de ser qualificat de gran... | » |
| — Ivan Turguénev (1852) | |   |

El censor de Sant Petersburg no va aprovar aquesta idolatria, però Turguénev va convèncer el censor de Moscou per a publicar-la. Aquesta estratègia li va valdre al jove escriptor un mes de presó, i l'exili a la seua regió d'origen per prop de dos anys.
En la dècada del 1840 i principis de 1850, durant el regnat del tsar Nicolau I, el clima polític de Rússia era desassossegador per a molts escriptors. Aquesta circumstància es va fer evident amb la mort de Gógol, la notòria opressió, les persecucions i arrestos d'artistes, científics i escriptors, inclòs Dostoievski. En aquesta època, milers d'intel·lectuals russos van emigrar a Europa, entre ells, Aleksandr Herzen i el mateix Turguénev.
A aquest període, pertanyen diversos póvesti, com ara Diari d'un home superflu, Viatge del cinquè cavall, Faust o La treva. En totes aquestes obres, Turguénev expressa les ansietats i esperances de la seua generació. L'any 1858, va escriure la seua novel·la Niu de nobles, història de la nostàlgia per allò que s'ha perdut, que conté un dels seus personatges femenins més memorables, Ielena.
El 1855, Alexandre II va pujar al tron i el clima polític es va relaxar un poc. El 1859, Turguénev va escriure la novel·la En les vespres, retrat del revolucionari búlgar Dimitri.
L'any 1862, va publicar Pares i fills, el seu treball més reconegut. El personatge principal, Bazàrov, esdevingué l'arquetip dels personatges de ficció de la novel·la russa de l'època.
No obstant això, la reacció de la crítica va ser dolenta, i Turguénev -desil·lusionat- va començar a disminuir el seu ritme creatiu. La seua obra següent, Fum, es va publicar l'any 1867, però de nou l'acollida a Rússia va ser poc entusiasta. Durant aquesta època, va escriure també contes curts, com Torrents de primavera, Primer amor i Àsia, que posteriorment es reunirien en tres volums. Una de les seves millors novel·les, Primer amor ('Первая любовь'), que es basava en records agredolços de la infància, i va pronunciar el seu discurs (Hamlet i el Quixot, en una lectura pública) a Sant Petersburg) en ajuda dels escriptors i estudiosos que patien dificultats. La visió que s'hi presenta de l'home dividit entre l'escepticisme egocèntric de Hamlet i la generositat idealista del Quixot és una que es pot dir que impregna les pròpies obres de Turguéniev. Val a dir que Dostoievski, que acabava de tornar de l'exili a Sibèria, va ser present en aquest discurs, perquè vuit anys més tard havia d'escriure L'idiota, una novel·la el tràgic heroi de la qual, el príncep Mixkin, s'assembla en molts aspectes al Quixot. Turguéniev, el coneixement del castellà del qual, gràcies al contacte amb Pauline Viardot i la seva família, va ser prou bo perquè s'hagués plantejat traduir la novel·la de Cervantes al rus, va tenir un paper important en la introducció d'aquesta figura immortal de la literatura mundial en el context rus.
Els seus últims treballs van ser Poesia i prosa i Klara Mílitx, publicats a l'European Messenger.
Hom considera Turguénev com un dels grans novel·listes del segle xix, amb Thackeray, Hawthorne i Henry James, tot i que el seu estil va ser molt diferent d'aquests escriptors nord-americans i britànics. També ha estat comparat amb els seus compatriotes Tolstoi i Dostoievski, que van escriure sobre circumstàncies i temes semblants.

## Llegat

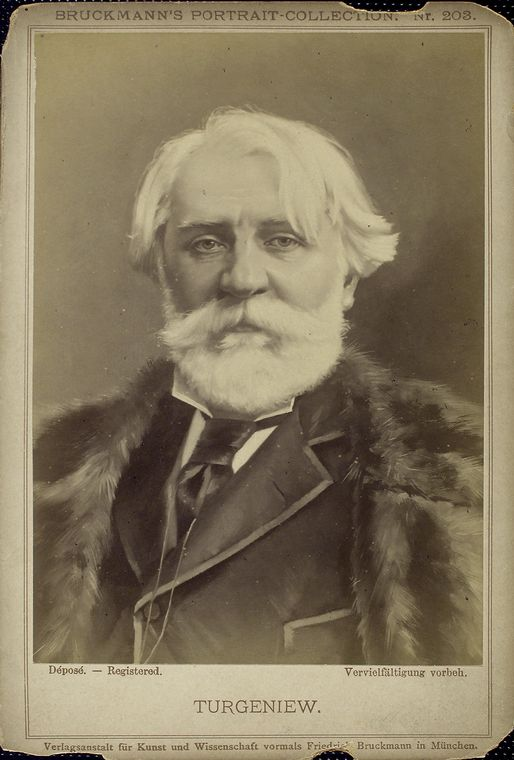
Turguéniev al final de la seva carrera.

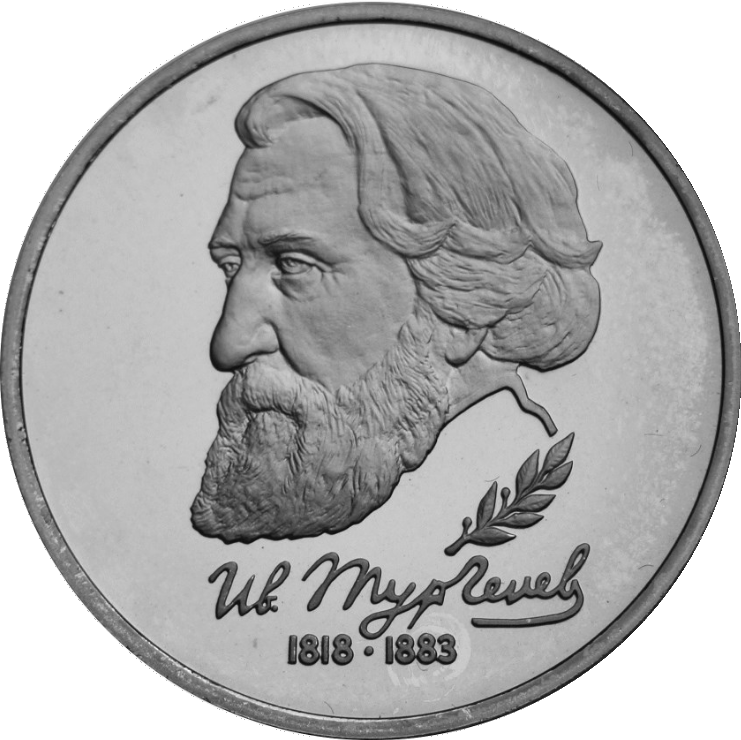
Moneda russa d'1 ruble de 1993 commemorativa del 175è aniversari del naixement de Turguéniev

La puresa artística de Turguéniev el va convertir en el favorit dels novel·listes afins de la propera generació, com Henry James i Joseph Conrad, els quals preferien molt Turguénev a Tolstoi i Dostoievski. James, que va escriure no menys de cinc assaigs crítics sobre l'obra de Turguéniev, va afirmar que «el seu mèrit de forma és de primer ordre» (1873) i va lloar la seva exquisida delicadesa, que «fa que sembli que massa dels seus rivals ens sosté., en comparació, per mitjans violents, i introduir-nos, en comparació, a coses vulgars» (1896). Vladímir Nabókov, conegut pel seu acomiadament casual de molts grans escriptors, va elogiar la prosa musical fluida plàstica de Turguéniev, però va criticar els seus epílegs laboriosos i el maneig banal de les trames. Nabokov va afirmar que Turguéniev «no és un gran escriptor, encara que agradable», i el va situar en quart lloc entre els prosistes russos del segle xix, per darrere de Tolstoi, Gógol i Anton Txékhov, però per davant de Dostoievski. Les seves idees idealistes sobre l'amor, concretament la devoció que una dona hauria de mostrar al seu marit, van ser referides cínicament pels personatges d'Una història anònima de Txékhov. Isaiah Berlin va aclamar el compromís de Turguéniev amb l'humanisme, el pluralisme i la reforma gradual davant la revolució violenta com a representació dels millors aspectes del liberalisme rus.

## Antisemitisme
Turguéniev era conegut per les seves descripcions pejoratives dels jueus, per exemple a la seva història El jueu (1847). (El títol de la història en rus, жид (zhyd), és un pejoratiu.) La història descriu un zhyd anomenat Girshel com a curt i prim, amb els cabells vermells, els ulls vermellosos que parpelleja constantment i el nas llarg i tort. Persegueix la seva cobdícia fins al punt de prostituir la seva filla i se li diu que els diners són una cosa bona, amb ells pots aconseguir qualsevol cosa. Hirschel es descriu amb cor trencat, i en la descripció del seu judici per càrrecs d'espionatge, és condemnat a mort. Turguéniev el descriu com tremolant amb tot el cos, cridant i maullant, fins que involuntàriament ens va portar un somriure a la cara. De la mateixa manera, la pallissa d'un altre jueu i l'intent de matar-lo es descriuen com una riallada del públic.

## Obres
Va escriure relats breus, com Primer amor, Fum, o la col·lecció de contes Diari d'un caçador, que reflecteix amb realisme la vida del camp i dels serfs. En les seues novel·les d'ambient rural, els temes dominants són la frustració vital, els amors fracassats, la crítica a la vida russa o les noves ideologies. En destaquen els títols Rudin, Niu de nobles i Pares i fills. Aquesta última és possiblement la seua millor novel·la, en què planteja la diferència entre dues generacions a causa del pensament nihilista, molt de moda a l'època en què va ser escrita. Tot i que la seua reputació ha patit alguns retrocessos durant l'últim segle, la novel·la Pares i fills és reconeguda com un dels treballs de ficció més importants del segle xix.
Novel·les
- 1857 - Rudin
- 1859 - Niuada de gentilhomes
- 1860 - En les vespres
- 1862 - Pares i fills
- 1867 - Fum
- 1877 - Terra verge

Relats breus
- 1850 - Diari d'un home superflu
- 1851 - Dama de província
- 1852 - Diari d'un caçador
- 1855 - Iàkov Pàssinkov
- 1856 - Faust: Història en nou cartes
- 1858 - Àsia
- 1860 - Primer amor
- 1870 - Un Lear de les estepes
- 1872 - Torrents de primavera
- 1881 - Càntic de l'amor triomfal
- 1882 - Klara Mílitx (Contes misteriosos)

Drames
- 1843 - Neostorójnost
- 1847 - Gde tonko, tam i rviótsia
- 1849/1856 - Zàvtrak u predvodítelia
- 1850/1851 - Razgovor na bolxoi dorogue (Conversa a la ruta)
- 1846/1852 - Bezdénejie (La fortuna de l'idiota)
- 1857/1862 - Nakhlébnik (Càrrega de família)
- 1855/1872 - Mésiats v derevne (Un mes al camp)
- 1882 - Vécher v Sorrento (capvespre a Sorrento)

Traduccions al català
- Niuada de gentilhomes, Edicions 62 (Les millors obres de la literatura universal). Traducció a cura d'Olga Savarin i Enric Palau
- Pares i fills, Edicions Proa. Traducció de Francesc Payarols, 1929.
- Pares i fills, Marbot Ediciones, Traducció original de Francesc Payarols, revisada i actualitzada per Ana Guelbenzu. ISBN  9788492728183
- Diari d'un home sobrer. Servei de Publicacions de la Universitat Autònoma de Barcelona, 2004. ISBN 9788449023828
- Un mes al camp, Proa. Traducció de Miquel Cabal Guarro, 2011. ISBN 978-84-7588-227-7
- Dos amics, Viena Edicions, Petits Plaers de Viena. Traducció de Jaume Creus, 2019. ISBN 978-84-120244-4-9
- El primer amor, Angle Editorial. Traducció de Miquel Cabal Guarro, 2019. ISBN 978-84-17214-73-9
- Infeliç. Viena Edicions, Petits Plaers de Viena. Traducció de Jaume Creus, 2021. ISBN 978-84-17998-67-7
- Fum. Adesiara Editorial. Traducció de Laia Santanach, 2021. ISBN 978-84-16948-70-3